# Jan van Turnhout
Jan van Turnhout (* um 1545 möglicherweise in Brüssel; † nach 1618 in Brüssel) war ein franko-flämischer Komponist und Kapellmeister der späten Renaissance.

## Leben und Wirken
Über die Herkunftsfamilie wie über die Ausbildungszeit von Jan van Turnhout sind keine Informationen überliefert. Er war vielleicht der jüngere Bruder von Gérard de Turnhout. Die erste belegte Information ist seine Ernennung zum Kapellmeister der Stiftskirche Saint-Rombaut in Mecheln am 9. August 1577, hier wurde er als von Brüssel gebürtig bezeichnet. Er wurde jedoch wegen Beschwerden über seine Amtsführung bereits 1580 wieder entlassen, verließ diese Position auch wegen religiöser Unruhen in Brüssel in diesem Jahr. Der Gouverneur der Spanischen Niederlande in Brüssel, Alessandro Farnese, vertraute ihm im Jahr 1586 die Leitung der königlichen Kapelle in Brüssel an. Im folgenden Jahr hat er dem spanischen König Philipp II. empfohlen, Philippe Rogier das Amt der Hofkapelle in Madrid zu übertragen. Jan van Turnhout behielt das Amt des Hofkapellmeisters in Brüssel auch nach dem Tod Farneses (1592) unter den nachfolgenden Statthaltern. Im Jahr 1594 bekam er 50 Livres für eine Messe bezahlt, die er zu Ehren des Einzugs von Erzherzog Ernst in Antwerpen komponiert hatte. Im gleichen Jahr und 1596 beschaffte er finanzielle Mittel für die Erziehung von sechs Chorknaben, für die er verantwortlich war. Im Jahr 1603 hat Pedro Ruimonte (1565–1625) vorübergehend sein Amt übernommen. Für die Trauerfeiern nach dem Tod von Margarete von Österreich im Dezember 1611 teilte er sich die Kapellmeister-Tätigkeiten mit Géry de Ghersem (um 1574–1630), einem Schüler von Philippe Rogier. In den Büchern von Erzherzog Albrecht wird der Komponist schon 1614 als verstorben bezeichnet; im Namensverzeichnis der Kapelle ist sein Name jedoch zuletzt im Jahr 1618 vermerkt.

## Bedeutung
Jan van Turnhout war für viele Jahre eine herausragende musikalische Persönlichkeit in den Spanischen Niederlanden; es sind jedoch nicht sehr viele Kompositionen von ihm überliefert. Mit seiner Lebenszeit und seinem musikalischen Stil gehört er zur fünften Generation der franko-flämischen Musik.

## Werke
- Niederländisches Lied „Ghy meiskens die van den comenschap sijt“ zu vier Stimmen, in der Sammlung Een duytsch Musyck Boeck, Löwen/Antwerpen 1572
- Sammlung „Il primo libro de madrigali a sei voci“ zu sechs Stimmen, Antwerpen 1589, Alessandro Farnese gewidmet
- Madrigal „Vorria parlare e dire“ zu sechs Stimmen, in der Sammlung Melodia olympica, Antwerpen 1591
- Messe zu acht Stimmen, verschollen
- Sammlung „Sacrarum cantionum, liber primus“ zu fünf bis acht Stimmen, Douai 1594
- Madrigal „In saevo mari“ zu sechs Stimmen, in der Sammlung Hortus musicalis, München 1609